# أبي يوسف
أبي يوسف إحدى بلديات دائرة عين الحمام التابعة لولاية تيزي وزو الجزائرية.

## مواضيع ذات صلة
- بلديات ولاية تيزي وزو
- دوائر ولاية تيزي وزو